# Elektronische Reisegenehmigung
Eine elektronische Reisegenehmigung (englisch: Electronic Travel Authorization: ETA) ist ein elektronischer Nachweis für Reisende, um Länder besuchen und durchqueren zu können, die ein elektronisches Reisegenehmigungssystem eingeführt haben. Die elektronische Reisegenehmigung ist erforderlich für Staatsbürger von Ländern, die von der Visumpflicht für die betreffenden Länder mit Reisegenehmigungssystem befreit sind.
Bevor elektronische Reisegenehmigungen von einigen Ländern eingeführt wurden, konnten Bürger von Staaten, die ein Visumbefreiungsabkommen geschlossen haben, direkt in ein anderes Land reisen. Die Behörden des anderen Landes erfuhren dann erst bei der Einreise von der Person. Durch elektronische Reisegenehmigungen erfahren Behörden bereits vorab, wer einreisen möchte, und können die Personen überprüfen. Elektronische Reisegenehmigungen sollen helfen, Gefahren abzuwehren und illegale Einwanderung zu erschweren.

## Länder mit elektronischem Reisegenehmigungsverfahren
- Australien: Electronic Travel Authority (ETA), eingeführt 1996, und eVisitor, eingeführt 2008
- Israel: ETA-IL, Testphase 2024, eingeführt am 1. Januar 2025
- Kanada: Electronic Travel Authorization (eTA), eingeführt 2015
- Neuseeland: New Zealand Electronic Travel Authority (NZeTA), eingeführt am 1. Oktober 2019[3]
- Südkorea: Korea Electronic Travel Authorization (K-ETA), eingeführt 2021
- Thailand: Electronic Travel Authorization seit 22. November 2021.
- Vereinigte Staaten: Electronic System for Travel Authorization (ESTA), eingeführt 2008
- Vereinigtes Königreich: Elektronische Reisegenehmigung, Einführung 2023 für ausgewählte arabische Länder,[4] seit 2. April 2025 auch für Bürger aller Länder der EU (außer Irland) und der EFTA, der Schweiz, bestimmter Sonderverwaltungszonen der Volksrepublik China, der USA, Japans, Australiens, Neuseelands sowie einiger anderer Länder.[5]

## Geplantes elektronisches Reisegenehmigungsverfahren
- Europäische Union: Europäisches Reiseinformations- und ‑genehmigungssystem, Einführung voraussichtlich Ende 2026[6]